# Warłaam (Skamnicki)
Warłaam, nazwisko świeckie Skamnicki, rzadziej Skamninski (ur. 1697 w Pińsku lub w Wilnie, zm. 9 lutego?/20 lutego 1761 w Wielkim Ustiugu) – biskup Rosyjskiego Kościoła Prawosławnego.

## Życiorys
Był synem kupca z Pińska lub z Wilna. Kształcenie teologiczne podjął w Akademii Mohylańskiej, a ukończył w Akademii Słowiańsko-Grecko-Łacińskiej. W 1730 złożył wieczyste śluby mnisze przed archimandryta Germanem, w Monasterze Zaikonospasskim w Moskwie. Rok później przyjął święcenia diakońskie z rąk arcybiskupa kijowskiego Rafała. Od 1732 służył w Petersburgu jako katecheta korpusu kadetów piechoty i szkoły teologicznej Teofana (Prokopowicza). W 1736 arcybiskup archangielski Aaron wyświęcił go na hieromnicha. W ramach pracy duszpasterskiej hieromnich Warłaam zajmował się szerzeniem prawosławia wśród innowierców i wyznawców rdzennych kultów pogańskich.
W 1739 otrzymał godność archimandryty i został przełożonym Monasteru Czudowskiego. Od roku następnego zasiadał w zarządzie synodalnym eparchii moskiewskiej, w roku następnym został radcą Świątobliwego Synodu Rządzącego, zaś od 1742 miał prawo noszenia krzyża biskupiego. W tym samym roku był kandydatem na katedrę woroneską, nie otrzymał jednak nominacji.
24 lutego 1743 miała miejsce jego chirotonia na biskupa wiackiego i wielkopermskiego. Jako biskup wiacki odremontował miejscowy sobór katedralny i osobiście go wyposażył. W 1744 donosił Synodowi o budowie meczetów w sąsiedztwie wiosek ostiackich i ubiegał się o ich rozbiórkę. W roku następnym biskup popadł w konflikt z wojewodą Pisariewem. W 1746 wyszło natomiast na jaw, że biskup Warłaam odbierał monasterowi Przemienienia Pańskiego w Pyskorsku jego dochody, więził przełożonego klasztoru i nakazał wychłostać jego ekonoma hieromnicha Gabriela. Od sprawy sądowej uchroniła hierarchę caryca Elżbieta. Biskup Warłaam został jedynie usunięty z katedry i musiał zamieszkać w Ławrze Aleksandra Newskiego w Petersburgu.
W 1748 objął katedrę wielkoustiuską i totiemską. W nowej eparchii wzniósł kilka nowych świątyń. W 1754 przekazał 2 tys. rubli na odlanie dzwonu dla soboru katedralnego w Wielkim Ustiugu. Dzwon ten nazwano następnie jego imieniem. W celu poprawy poziomu wykształcenia duchowieństwa swojej eparchii biskup Warłaam nakazał wszystkim duchownym nauczyć się na pamięć Elementarza i Skróconego katechizmu Teofana (Prokopowicza).
W 1751 poprosił o przeniesienie w stan spoczynku i zgodę na zamieszkanie w Monasterze Wydubickim w Kijowie, twierdząc, iż stale pada ofiarą nieuzasadnionych donosów do Synodu. W roku następnym ponownie bez powodzenia ubiegał się o zwolnienie z katedry. W 1754 przełożony monasteru Świętych Archaniołów w Wielkim Ustiugu Bogolep oskarżył biskupa przed Synodem o grabienie świątyń parafialnych i monasterskich, odbieranie duchownym ich dochodów, zmuszanie kapłanów do pracy na budowach świątyń, okrutne obchodzenie się z duchownymi. Synodalna komisja śledcza nie znalazła jednak dowodów jego winy. W 1759 biskup Warłaam był już ciężko chory i Święty Synod przekazał część jego obowiązków (wyświęcenia nowych kapłanów i diakonów dla eparchii wielkoustiuskiej) ordynariuszom sąsiednich eparchii wiackiej oraz wołogodzkiej. Dwa lata później hierarcha zmarł.